# Interstate 76 (Colorado–Nebraska)
Interstate 76 (I-76) é uma rodovia interestadual leste-oeste no oeste dos Estados Unidos que passa pelos estados do Colorado e do Nebraska vai da I-70 em Arvada, Colorado - perto de Denver - até um cruzamento com a I-80 perto de Big Springs, Nebraska. A autoestrada mede 301,41 km (187,29 milhas) de comprimento, maioritariamente situada no Colorado, mas aproximadamente 4,8 km (três milhas) das quais no Nebraska. Ao longo do seu trajeto, a autoestrada é concorrente da U.S. Route 6 (US 6), da US 85 na Região Metropolitana de Denver e da US 34 de Wiggins a Fort Morgan. Não tem interestaduais auxiliares, mas tem duas rotas comerciais que estão localizadas no nordeste do Colorado. Esta rota não está ligada à outra I-76 que se estende de Ohio a Nova Jérsia.
A seção da I-76 desde o seu terminal ocidental na I-70 até ao cruzamento da SH 71 perto de Brush, Colorado, é designada como parte da Heartland Expressway, uma série planeada de rodovias de várias faixas que ligam Denver e Rapid City, Dakota do Sul.